# Cantón de Eybens
El cantón de Eybens era una división administrativa francesa, que estaba situada en el departamento de Isère y la región de Ródano-Alpes.

## Composición
El cantón estaba formado por cinco comunas:
- Eybens
- Gières
- Herbeys
- Poisat
- Venon

## Supresión del cantón de Eybens
En aplicación del Decreto nº 2014-180 de 18 de febrero de 2014, el cantón de Eybens fue suprimido el 22 de marzo de 2015 y sus 5 comunas pasaron a formar parte; dos del nuevo cantón de Le Pont-de-Claix, dos del nuevo cantón de Saint-Martin-d'Hères y una del nuevo cantón de Échirolles.